# Cradle of Fear
Cradle of Fear è un film del 2001 diretto da Alex Chandon.
Pellicola horror con protagonista Dani Filth dei Cradle of Filth.
È una produzione a basso costo ispirata ai film horror prodotti negli anni '70 dalla casa di produzione Amicus Productions.
Il film è composto da tre episodi autonomi, collegati da un quarto segmento. La vicenda principale ruota attorno alla figura del serial killer Kemper e di suo figlio, "l'Uomo", interpretato da Dani Filth.

## Trama
Il film si divide in anonimi episodi autoconclusivi, tutti direttamente collegati alla figura di Kemper, un brutale assassino ipnotista rinchiuso in un manicomio criminale che tramite un essere demoniaco, noto solo come "l'uomo", porta avanti il suo regno del terrore.
Il primo episodio racconta della figlia del giudice che condannò Kemper essere messa incinta dall'essere demoniaco, una volta arrivata la sera, a casa della sua migliore amica, le ragazze vengono attaccate dal feto mostruoso e portate alla morte per autolesionismo.
Il secondo episodio racconta di due ragazze che decidono di rapinare una casa abitata da un povero sordo, anche loro discendenti di un diretto responsabile della carcerazione di Kemper. Dopo aver ucciso il povero uomo e la sua complice, la ragazza sopravvissuta raccoglie i soldi e torna a casa per essere poi attaccata dagli zombie delle sue due vittime.
Il terzo episodio racconta di un ricco ex criminale senza una gamba, figlio di un ennesimo responsabile della carcerazione di Kemper, a causa della sua perdita è totalmente privato della libido e per questo ossessionato a trovare una soluzione. Finirà per uccidere un suo vecchio collega, ormai finito in miseria, per recuperare una gamba da farsi trapiantare, questa però - dopo mesi di fisioterapia - prende vita propria portando alla morte la compagna e il criminale in un incidente molto simile al primo che gli fece perdere la gamba originale.
Il quarto e ultimo episodio riguarda il figlio dell'investigatore che segue il caso delle vittime Kemper, questo è ossessionato da un sito gore-snuff del deep web chiamato "The Sick Room" e nasconde ad amici e parenti la sua perversione sessuale verso le violenze estreme (che finisce per attuare anche nella vita reale con una sua collega). Perso il lavoro, le amicizie e la casa, riesce a rintracciare l'origine del segnale del sito web pirata finendo per diventare lui stesso una vittima del programma.
Nel finale l'investigatore, ormai portato all'estremo, raggiunge Kemper al manicomio per ucciderlo ma viene fermato giusto in tempo dall'uomo che nel frattempo uccide anche l'intera squadra di sicurezza rivelandosi come figlio demoniaco dell'assassino. L'investigatore riesce a sparare in testa all'uomo decapitandolo e al cuore di Kemper mettendo fine all'orrore, ma poco prima di andarsene il corpo dell'uomo si alza in piedi e uccide l'investigatore generando un ragno demoniaco dal buco sulla testa.